# Olszewko (Olszewo)
Olszewko (niem. Klein Olschau) – część wsi Olszewo w Polsce, położona w województwie warmińsko-mazurskim, w powiecie nidzickim, w gminie Nidzica. Wchodzi w skład sołectwa Olszewo.
W latach 1975–1998 Olszewko administracyjnie należało do województwa olsztyńskiego.